# 相模湖駅
相模湖駅（さがみこえき）は、神奈川県相模原市緑区与瀬にある、東日本旅客鉄道（JR東日本）中央本線の駅である。駅番号はJC 25。相模原市の駅としては最も北に位置する。

## 歴史
- 1901年（明治34年）8月1日：官設鉄道（のちの日本国有鉄道）中央本線 八王子駅 - 上野原駅間開通と同時に与瀬駅（よせえき）として開業[1]。旅客および貨物の取り扱いを開始[2]。
- 1947年（昭和22年）7月17日：昭和天皇が相模ダムに行幸（昭和天皇の戦後巡幸）。お召し列車（電車）が発着する[4]。
- 1956年（昭和31年）4月10日：相模湖駅に改称[2]。
- 1962年（昭和37年）11月11日：同日付で貨物および配達の取り扱いを廃止[5]。
- 1984年（昭和59年）2月1日：荷物の扱いを廃止[2]。
- 1986年（昭和61年）11月1日：中央線快速が高尾駅 - 大月駅間で延長運転を開始し、当駅にも停車。東京駅まで乗り換えなしで乗車可能になる。
- 1987年（昭和62年）4月1日：国鉄分割民営化により、東日本旅客鉄道の駅となる[2][6]。
- 1997年（平成9年）2月14日：自動改札機を設置し、供用を開始[7]。
- 2001年（平成13年）11月18日：ICカード「Suica」の利用が可能となる。
- 2006年（平成18年）3月14日：みどりの窓口を廃止し、もしもし券売機Kaeruくんを設置[新聞 1]。
- 2012年（平成24年）2月8日：もしもし券売機Kaeruくんが営業を終了[要出典]。
- 2013年（平成25年）9月17日：駅構内にて列車脱線事故が発生[8]。高尾 - 大月間が6時間余り運転見合わせとなった。
- 2017年（平成29年）
  - 1月末：駅舎外観がリニューアル[報道 1]。
  - 3月末：上りホームの待合室、トイレがリニューアル[報道 1]。
- 2019年（平成31年）4月1日：業務委託化。

## 駅構造
単式ホーム1面1線と島式ホーム1面2線、計2面3線のホームを有する地上駅である。このほか、上り本線（3番線）の横にホームのない上り副本線が敷設されており、配給列車や工事列車などの事業用列車の待避の際に使われる。2005年（平成17年）に、従来からあるホームを結ぶ高架式の連絡通路に付設する形でエレベーターが2基設置された。
以前は直営駅であり、管理駅として藤野駅を管理していたが、現在はJR東日本ステーションサービスが受託する業務委託駅であり、八王子統括センター（高尾駅）が管理している。自動改札機・自動券売機（多機能券売機を併設）が設置されている。なお、初電から6時10分までは無人扱いとなるため、乗車駅証明書発行機から乗車駅証明書を取って乗車し、着駅で精算する。
2006年（平成18年）にみどりの窓口が廃止され、その代替として「もしもし券売機Kaeruくん」が設置されたが、2012年（平成24年）2月8日をもって営業を終了し、撤去された。

### のりば
| 番線 | 路線     | 方向 | 行先                   | 備考            |
| ---- | -------- | ---- | ---------------------- | --------------- |
| 1    | 中央本線 | 下り | 大月・甲府・小淵沢方面 | 一部列車は2番線 |
| 2・3 | 中央本線 | 上り | 高尾・八王子・新宿方面 |                 |

付記事項
- 上・下線ともに特急の通過待ちを行う列車が設定されており、中線の2番線に停車する列車がかなり多い。また、2番線には貨物列車などが入線する事もある。
- 毎年8月1日に開催される「さがみ湖湖上祭花火大会」の会場最寄り駅である。そのため、開催前後には高尾と当駅間の区間列車を数本運行し、高尾駅で東京方面の列車に乗り継げるよう設定されている。
- 毎年冬には、さがみ湖MORI MORIのイルミネーションへの見物客が多く利用するため、当該期間には一部の「かいじ号」が臨時停車している。
- 中央本線には、2024年度（令和6年度）末をめどに東京 - 大月駅間の中央線快速列車に2階建てグリーン車を2両連結させ12両編成運転を行なう計画がある。そのため当駅は、12両編成の列車が停車できるようにホームを延長する各種改良工事などが実施され[報道 2][新聞 2]、2024年（令和6年）10月12日までにこれらの工事を全て完了し、翌日10月13日より快速電車における12両編成の運転が開始された[報道 3]。
- 同駅が属していた相模湖町が2006年（平成18年）に相模原駅前に市役所がある相模原市に編入され、2010年（平成22年）に橋本駅前に区役所がある緑区の一部になると、八王子駅経由で相模原駅や橋本駅と同駅や藤野駅を結ぶ横浜線からの直通列車の運行が相模原市から継続して要望されている[10]。

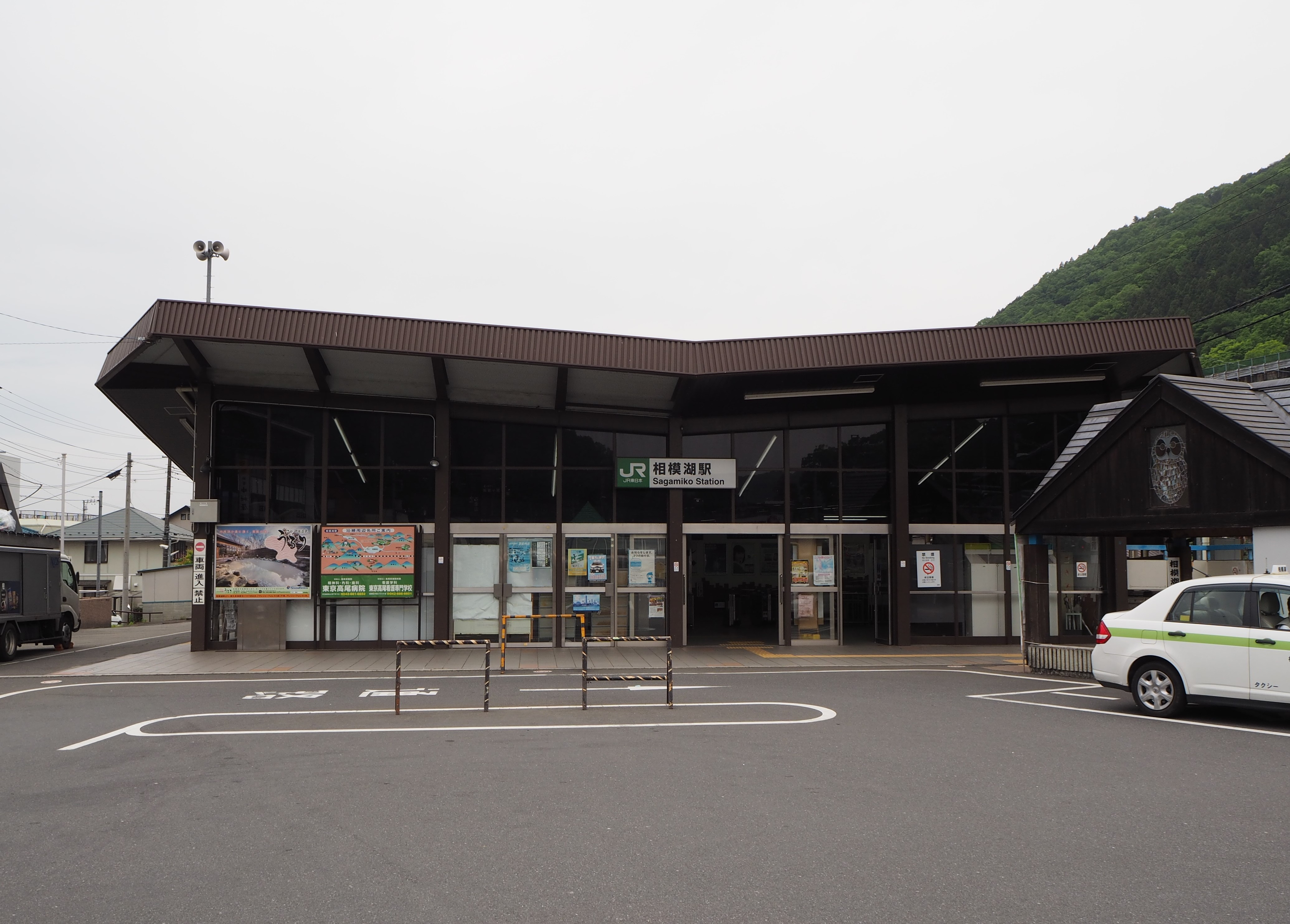
リニューアル前の駅舎（2016年5月）
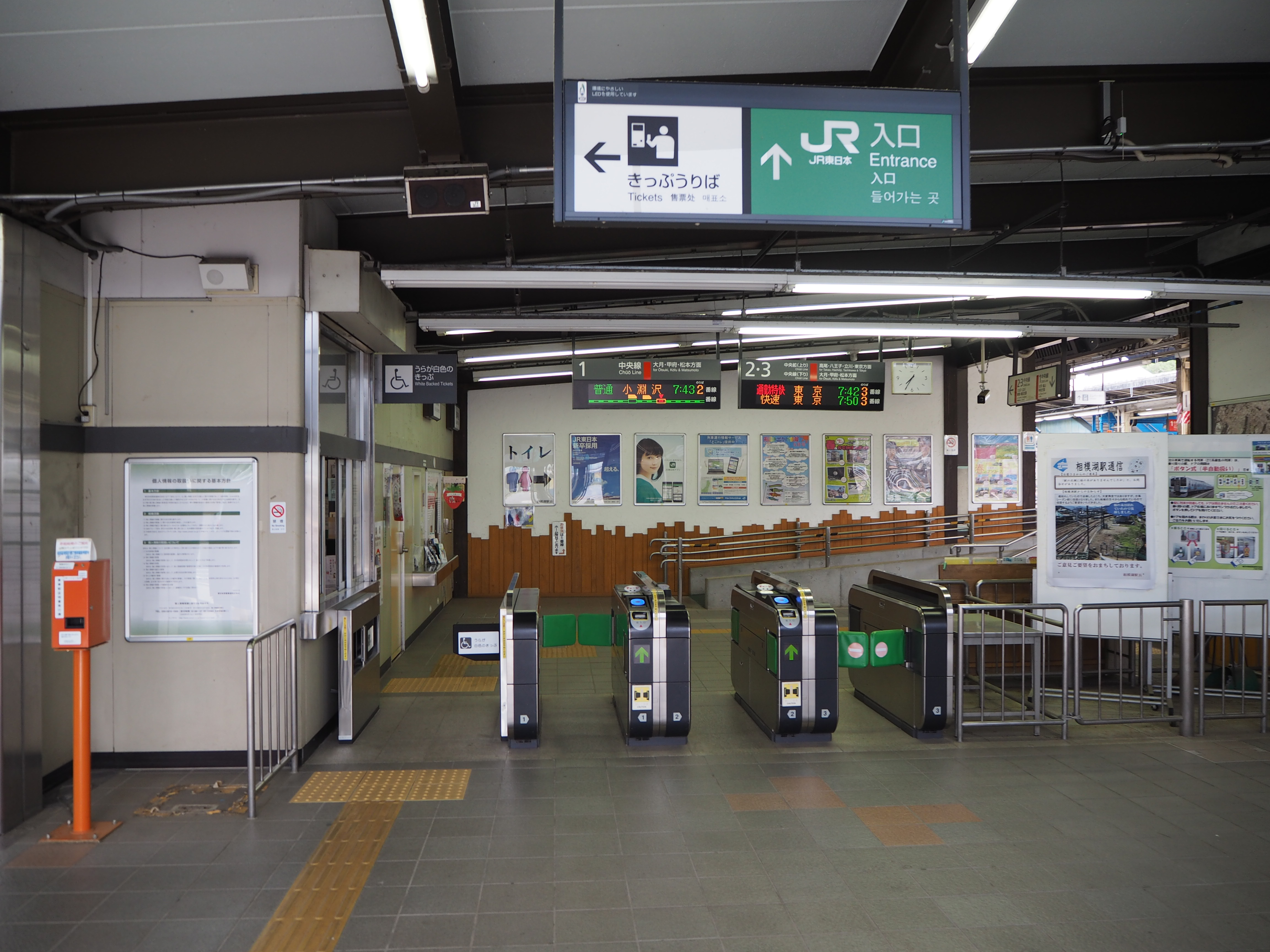
リニューアル前の改札口（2016年5月）
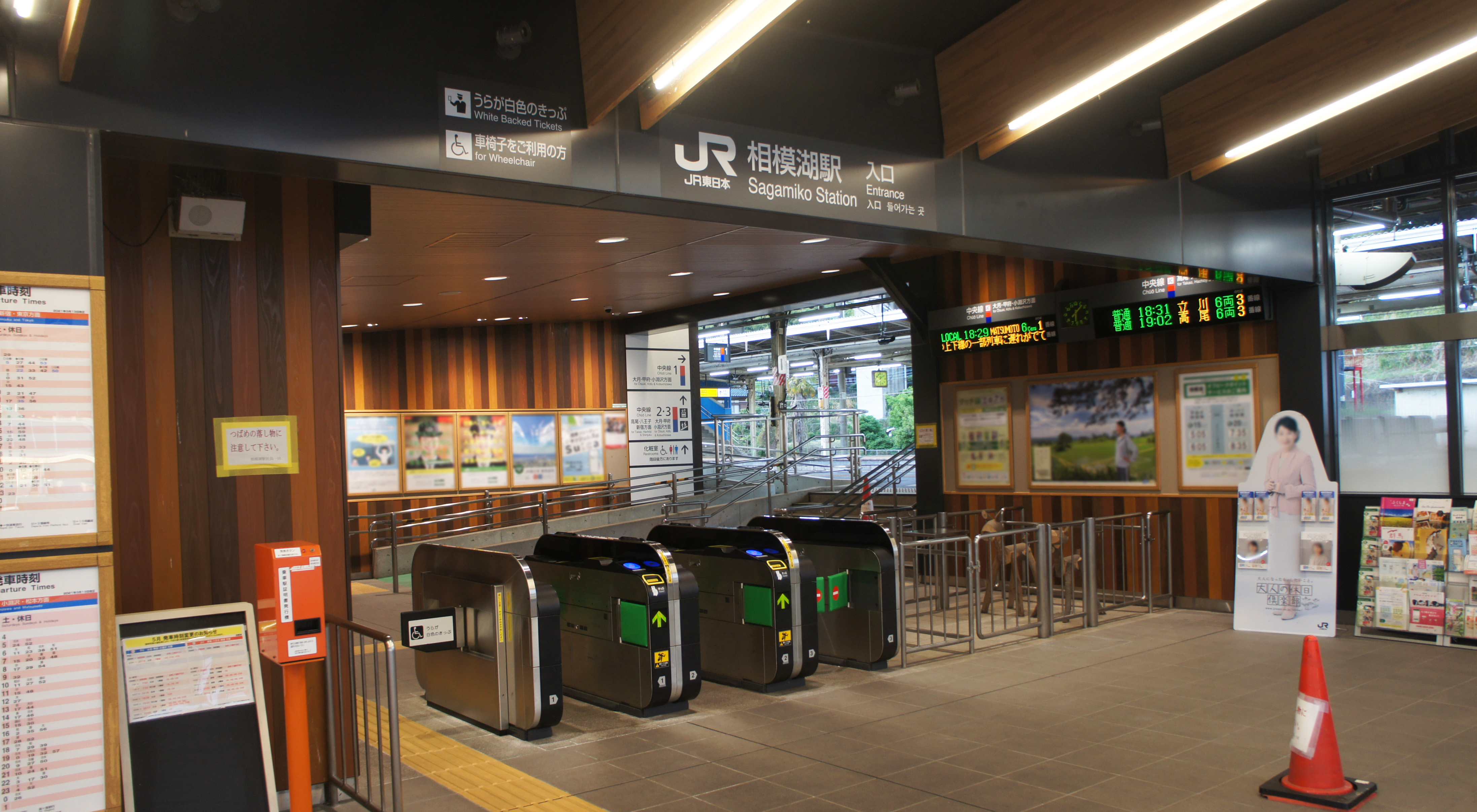
リニューアル後の改札口（2021年5月）
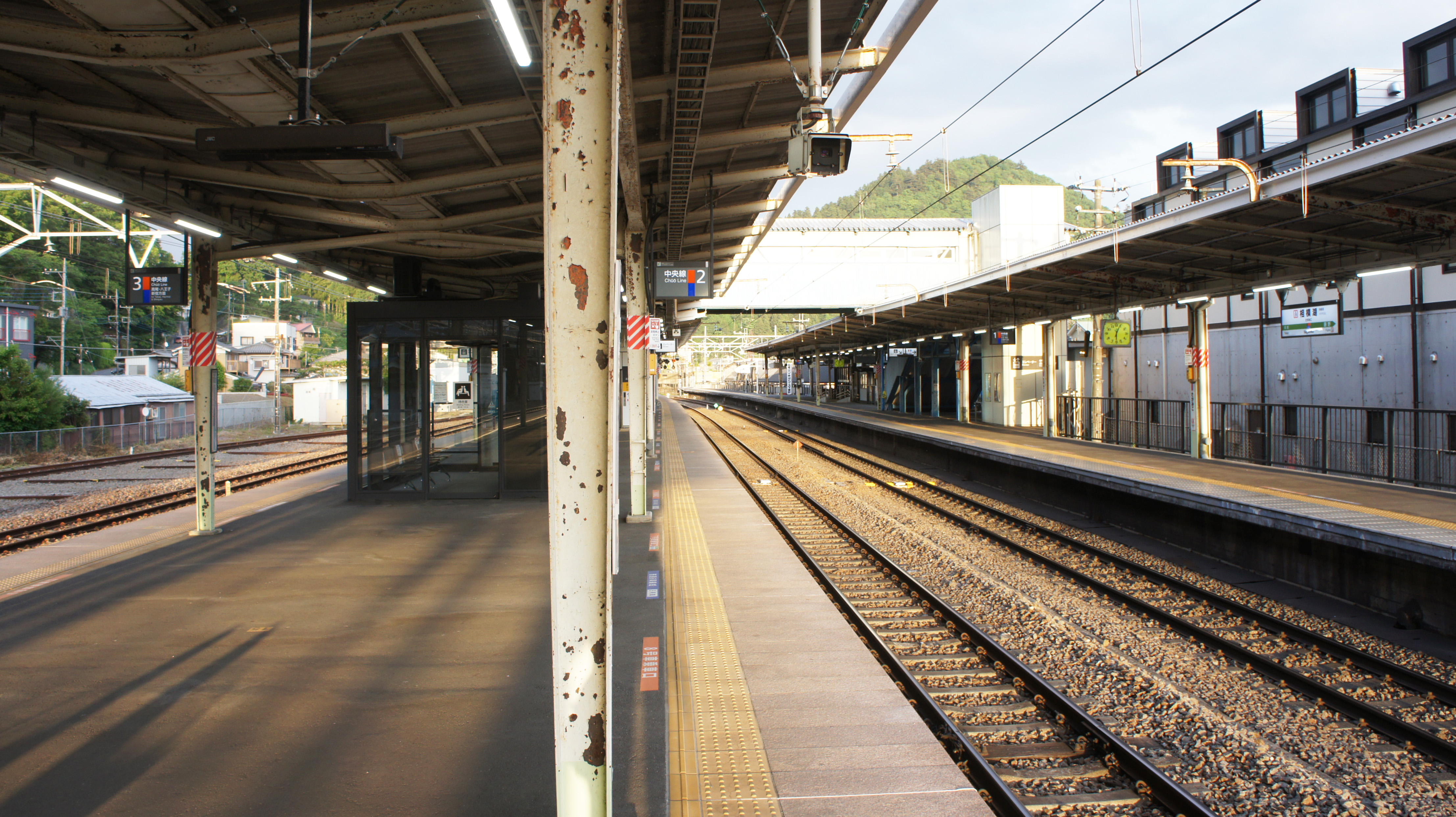
ホーム（2021年5月）
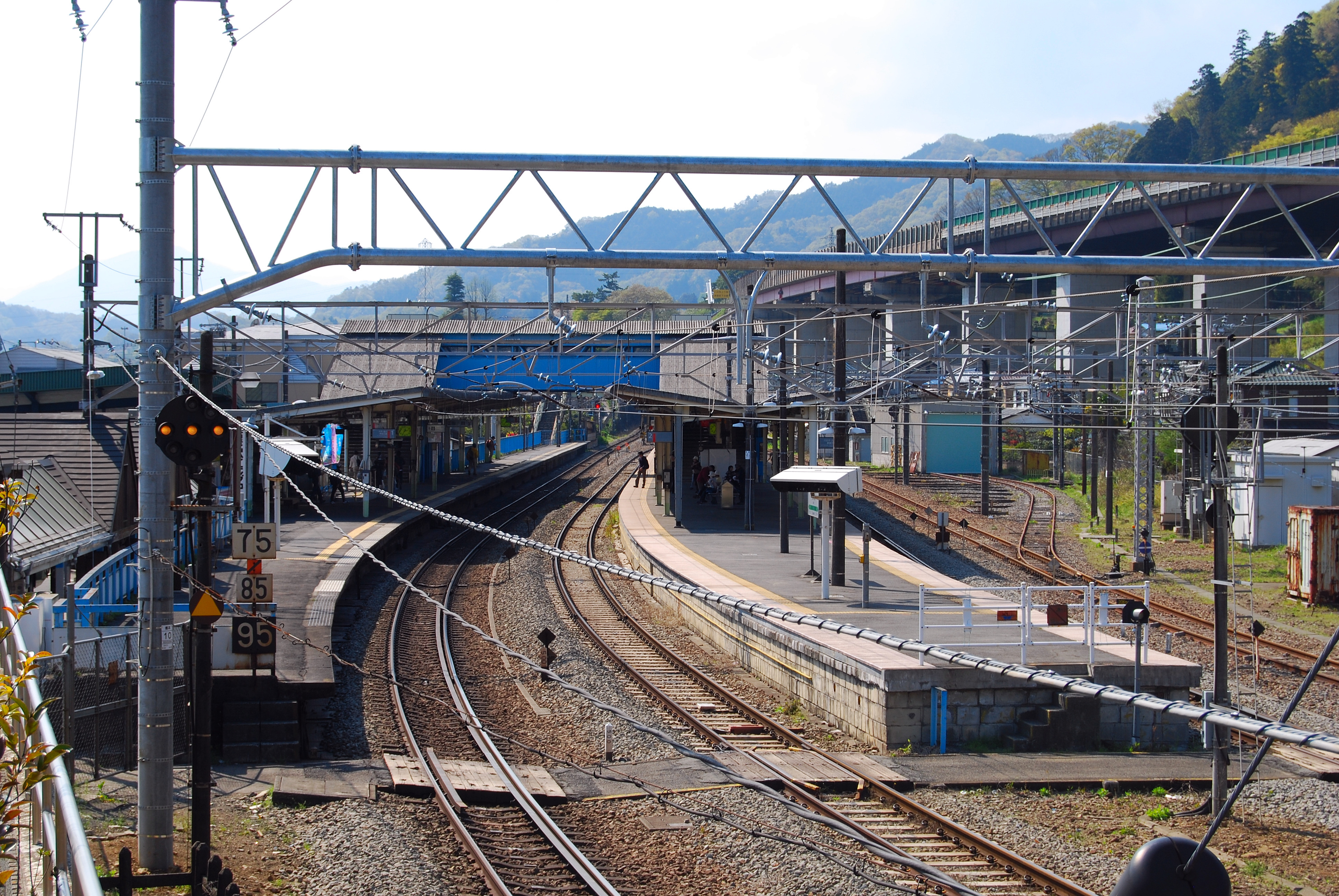
駅構内（2010年4月）

## 利用状況
JR東日本によると、2023年度（令和5年度）の1日平均乗車人員は1,823人である。
2000年度（平成12年度）以降の推移は以下のとおりである。
| 1日平均乗車人員推移 | 1日平均乗車人員推移 | 1日平均乗車人員推移 | 1日平均乗車人員推移 | 1日平均乗車人員推移 | 1日平均乗車人員推移 |
| 年度                | 定期外              | 定期                | 合計                | 出典                | 出典                |
| 年度                | 定期外              | 定期                | 合計                | JR                  | 神奈川県            |
| ------------------- | ------------------- | ------------------- | ------------------- | ------------------- | ------------------- |
| 1995年（平成07年）  |                     |                     | 3,750               |                     | [ 県 1 ]            |
| 1998年（平成10年）  |                     |                     | 3,556               |                     | [ 県 2 ]            |
| 1999年（平成11年）  |                     |                     | 3,467               |                     | [ 県 3 ]            |
| 2000年（平成12年）  |                     |                     | 3,367               | [ JR 2 ]            | [ 県 3 ]            |
| 2001年（平成13年）  |                     |                     | 3,392               | [ JR 3 ]            | [ 県 4 ]            |
| 2002年（平成14年）  |                     |                     | 3,360               | [ JR 4 ]            | [ 県 5 ]            |
| 2003年（平成15年）  |                     |                     | 3,372               | [ JR 5 ]            | [ 県 6 ]            |
| 2004年（平成16年）  |                     |                     | 3,452               | [ JR 6 ]            | [ 県 7 ]            |
| 2005年（平成17年）  |                     |                     | 3,376               | [ JR 7 ]            | [ 県 8 ]            |
| 2006年（平成18年）  |                     |                     | 3,408               | [ JR 8 ]            | [ 県 9 ]            |
| 2007年（平成19年）  |                     |                     | 3,467               | [ JR 9 ]            | [ 県 10 ]           |
| 2008年（平成20年）  |                     |                     | 3,457               | [ JR 10 ]           | [ 県 11 ]           |
| 2009年（平成21年）  |                     |                     | 3,452               | [ JR 11 ]           | [ 県 12 ]           |
| 2010年（平成22年）  |                     |                     | 3,373               | [ JR 12 ]           | [ 県 13 ]           |
| 2011年（平成23年）  |                     |                     | 3,293               | [ JR 13 ]           | [ 県 14 ]           |
| 2012年（平成24年）  | 940                 | 1,619               | 2,559               | [ JR 14 ]           | [ 県 15 ]           |
| 2013年（平成25年）  | 963                 | 1,609               | 2,572               | [ JR 15 ]           | [ 県 16 ]           |
| 2014年（平成26年）  | 986                 | 1,530               | 2,516               | [ JR 16 ]           | [ 県 17 ]           |
| 2015年（平成27年）  | 957                 | 1,484               | 2,442               | [ JR 17 ]           | [ 県 18 ]           |
| 2016年（平成28年）  | 915                 | 1,410               | 2,326               | [ JR 18 ]           | [ 県 19 ]           |
| 2017年（平成29年）  | 925                 | 1,351               | 2,277               | [ JR 19 ]           | [ 県 20 ]           |
| 2018年（平成30年）  | 886                 | 1,328               | 2,215               | [ JR 20 ]           | [ 県 21 ]           |
| 2019年（令和元年）  | 797                 | 1,279               | 2,077               | [ JR 21 ]           | [ 県 22 ]           |
| 2020年（令和02年）  | 535                 | 993                 | 1,529               | [ JR 22 ]           | [ 県 23 ]           |
| 2021年（令和03年）  | 665                 | 984                 | 1,649               | [ JR 23 ]           | [ 県 24 ]           |
| 2022年（令和04年）  | 721                 | 1,026               | 1,748               | [ JR 24 ]           | [ 県 25 ]           |
| 2023年（令和05年）  | 768                 | 1,054               | 1,823               | [ JR 1 ]            | [ 県 26 ]           |

## 駅周辺

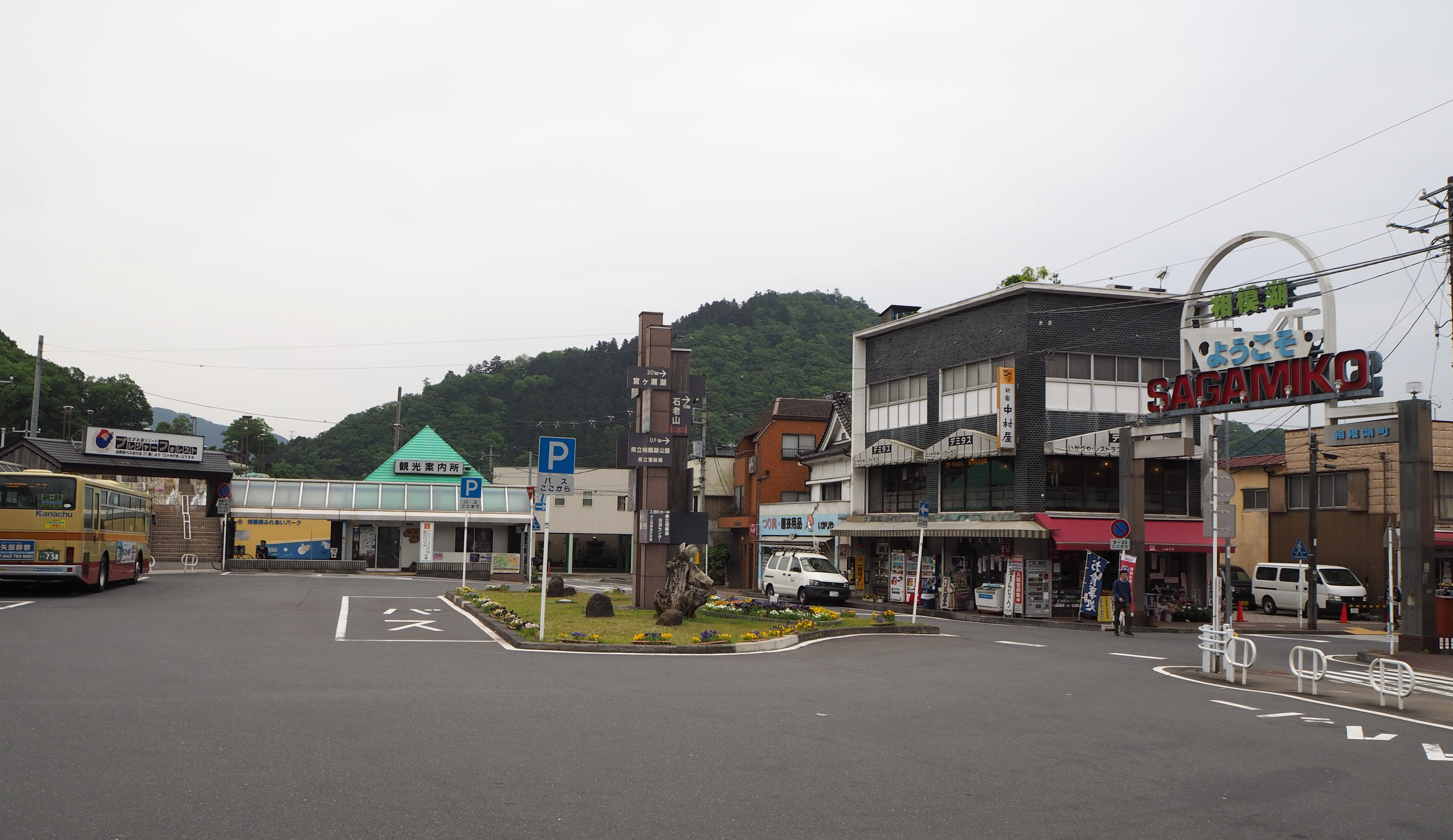
駅前広場（2016年5月）

- 相模原市役所 相模湖総合事務所（旧相模湖町役場）
- 相模原市立桂北小学校
- 相模原市立北相中学校
- 相模湖郵便局
- 相模湖
- 神奈川県立相模湖公園
- さがみ湖MORI MORI[1]
- ふるさとの森
- 小原宿本陣[11]
- 神奈川県立津久井支援学校
- 国道20号
- 国道412号
- 相模湖東出口・相模湖インターチェンジ・相模湖バスストップ（徒歩10分） - 中央自動車道

以前は駅前広場へ向かう出口脇にKIOSKがあったが、2006年（平成18年）に閉店した。

## バス路線
駅前にバスロータリーがあり、ここにバスが乗り入れている。過去には、横浜駅・平塚駅や新宿駅への長距離路線があったほか、近年まで上野原や宮ケ瀬方面へ路線が延びていたが、マイカーなどの増加などにより現在では姿を消している。2012年（平成24年）4月には帝京大学相模湖キャンパスが移転・閉鎖され、それに伴い帝京大学行きの急行バス（湖30）は廃止、湖22系統は大幅減便（休日1本のみ）、その後2024年3月改正で廃止となっている。
下記路線はすべて神奈川中央交通（津久井営業所）によって運行されている。
1番乗り場
- 湖21：三ヶ木

2番乗り場
- 八07：八王子駅北口
- 湖28：三ヶ木
- 湖29：高尾山口駅

3番乗り場
- 湖23：藤野駅

## 隣の駅
東日本旅客鉄道（JR東日本）
 中央本線
■通勤特快（上りのみ）・■中央特快・■通勤快速（下りのみ）・■快速・■普通
高尾駅 (JC 24) - 相模湖駅 (JC 25) - 藤野駅 (JC 26)

### 記事本文